# Herminia
Genre
Herminia est un genre de lépidoptères (papillons) nocturnes de la famille des Erebidae (ou des Noctuidae selon les classifications), de la sous-famille des Herminiinae.

## Espèces rencontrées en Europe
Selon Fauna Europaea (18 janv. 2014)
- Herminia flavicrinalis (Andreas, 1910)
- Herminia grisealis (Denis & Schiffermüller, 1775) - Herminie grise
- Herminia tarsicrinalis (Knoch, 1782) - Herminie de la ronce
- Herminia tarsipennalis (Treitschke, 1835) syn. Zanclognatha tarsipennalis - Herminie de la vigne-blanche
- Herminia tenuialis (Rebel, 1899)